# Wolfgang Hädecke
Wolfgang Hädecke (* 22. April 1929 in Weißenfels; † 24. April 2022 in Dresden) war ein deutscher Schriftsteller.

## Leben
Wolfgang Hädecke verbrachte die Kindheit und Jugend in seiner Heimatstadt Weißenfels. Nach dem Abitur studierte er von 1947 bis 1951 Anglistik und Germanistik an der Martin-Luther-Universität in Halle (Saale). 
Anschließend war er Deutschlehrer im Schuldienst an der traditionsreichen Landesschule Pforta in Schulpforte bei Naumburg (Saale). Sein ehemaliger Schüler Karlheinz Klimt, später gleichfalls schriftstellerisch sowie anderweitig künstlerisch tätig, hat diesen gemeinsamen Jahren ein literarisches Denkmal gesetzt. Hädecke veröffentlichte damals neben seiner Lehrertätigkeit erste Gedichte, u. a. in der Zeitschrift Sinn und Form. Nachdem sein erster Gedichtband in der DDR negativ aufgenommen worden war, übersiedelte er 1958 nach Westdeutschland. Er fand dort eine Anstellung als Lehrer für die Fächer Deutsch und Englisch am Bielefelder Max-Planck-Gymnasium.
Neben seiner beruflichen Tätigkeit unternahm Hädecke ausgedehnte Reisen, u. a. in den Nahen Osten und die Sowjetunion. Nach seiner Pensionierung zog er im Jahre 1994 nach Dresden, wo er bis zuletzt lebte.
Während das frühe Werk Hädeckes vorwiegend aus Gedichten besteht, veröffentlichte er nach seinem Umzug in die Bundesrepublik Reiseberichte, den fantastischen Roman Die Leute von Gomorrha, in dem er eine Gesellschaft nach einer Umweltkatastrophe schildert, Biografien (zu Heine, Fontane und Novalis) und Essays.
Hädecke war Mitglied des Verbandes Deutscher Schriftsteller und des PEN-Zentrums Deutschland. Er starb im April 2022, zwei Tage nach seinem 93. Geburtstag.

## Auszeichnungen
- 1965: Förderpreis des Landes Nordrhein-Westfalen für Literatur

## Werke
- Uns stehn die Fragen auf. Halle 1958.
- Leuchtspur im Schnee. München 1963.
- Die Steine von Kidron. Hamburg (u. a.) 1970.
- Eine Rußlandreise. München 1974.
- Die Leute von Gomorrha. München (u. a.) 1977.
- Der Skandal Gründler. Ebenhausen (Isartal) 1979 (siehe: Hartmut Gründler).
- Versuch über Ernst Friedrich Schumacher. Baiersbronn 1982.
- Heinrich Heine. Eine Biographie, München / Wien: Carl Hanser, 1985 (Reinbek bei Hamburg: Rowohlt, 1989).
- Poeten und Maschinen. München (u. a.) 1993.
- Theodor Fontane. Biographie, München / Wien: Carl Hanser 1998 (München: Deutscher Taschenbuchverlag, 2002).
- Dresden. Eine Geschichte von Glanz, Katastrophe und Aufbruch, München Wien: Carl Hanser, 2006, ergänzt und neu aufgelegt 2009.
- Novalis. Biographie. München: Carl Hanser, 2011.

## Herausgeberschaft
- Panorama moderner Lyrik deutschsprechender Länder, Gütersloh 1966 (zusammen mit Ulf Miehe)